# Hartwig von Mouillard

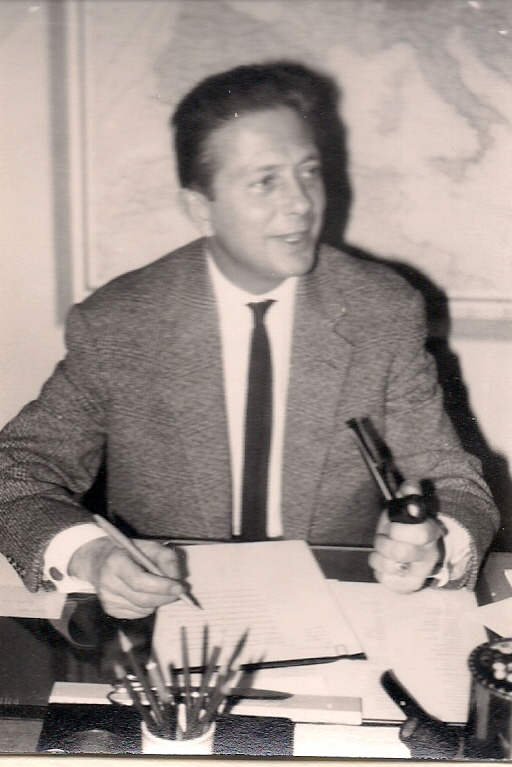
Hartwig von Mouilard

Hartwig Hugo Georg Viktor von Mouillard (* 11. September 1920 in Hamburg; † 24. August 1991 ebenda) war ein deutscher Journalist und Chefredakteur der ARD-Tagesschau.

## Leben
Mouillard kam 1951 als Redakteur zum Nordwestdeutschen Rundfunk (NWDR). 1960 wurde er stellvertretender Chefredakteur der Tagesschau und zugleich Leiter der Filmabteilung. Nach dem Wechsel von Hans-Joachim Reiche nach London übernahm er von ihm im März 1970 den Posten des Chefredakteurs, auf dem er bis 1977 blieb.
Hartwig von Mouillard starb 1991 im Alter von 70 Jahren in Hamburg und wurde auf dem Friedhof Ohlsdorf (Planquadrat P 15) beigesetzt.

## Ehrungen
- 1978: Verdienstkreuz 1. Klasse der Bundesrepublik Deutschland[3]